# Mästersångarna i Nürnberg
Mästersångarna i Nürnberg WWV 96 (tyska: Die Meistersinger von Nürnberg), är en tysk komisk opera eller musikdrama i tre akter med text och musik av Richard Wagner. Mästarsångarna skiljer sig från Wagners andra verk, dels för att den är den enda komedin, dels för att den handlar om vanliga människor och inte om hjältar, gudar, jättar och dvärgar. Uruppförandet skedde i München på hovteatern den 21 juni 1868 under ledning av Hans von Bülow. Vid premiären var operan den längsta som hade komponerats, drygt fyra och en halv timmes speltid. Bara sista akten är längre än vad det tar att spela till exempel Verdis Falstaff.
Handlingen utspelar sig i Nürnberg i mitten av 1500-talet. På den tiden var Nürnberg en riksstad och ett av renässansens centrum i norra Europa. Berättelsen kretsar kring stadens skrå Mästersångare, en sammanslutning av amatörpoeter och musiker som främst var mästare inom olika yrken. Mästersångarna hade utvecklat ett hantverksmässigt förhållningssätt till musicerande, med ett intrikat system av regler för att komponera och framföra sånger. Verkets atmosfär har till stor del hämtats från skildringen av den tidens Nürnberg och sångarskråets traditioner. En av huvudpersonerna, skomakaren och poeten Hans Sachs, är baserad på den historiske Hans Sachs (1494–1576), den mest kända av mästersångarna.
Mästersångarna i Nürnberg intar en unik plats i Wagners konstnärskap. Det är den enda komedin bland hans mogna operor (han hade kommit att förkasta sin tidiga Das Liebesverbot) och är också ovanlig bland hans verk eftersom den utspelar sig i en historiskt väldefinierad tid och plats snarare än i en mytisk eller legendarisk miljö. Det är den enda mogna Wagneroperan som bygger på en helt ny berättelse, och som inte innehåller några övernaturliga eller magiska krafter eller händelser. Den innehåller många av de operakonventioner som Wagner hade rasat mot i sina essäer om operateorin: rimmad vers, arior, körer, en kvintett och till och med en balett.
Operans autografmanuskript finns bevarat på Germanisches Nationalmuseum.

## De historiska mästersångarna
Till skillnad från de flesta av Wagners övriga musikdramer har verket ingen igenkännlig mytologisk bakgrund. Verkets handling är helt och hållet baserad på historia. Wagner låter personer från Nürnbergs tid under reformationens tid på 1500-talet framträda, bland annat poeten Hans Sachs. Denne poet och skomakarmästare (1494–1576), som var vördad i Nürnberg och i hela södra Tyskland, var en av de mest produktiva tyska poeterna med över 6 000 verk (ca 4 000 mästersånger, ca 1800 ordspråksdikter, ca 200 dramer, fabler och farser). Han var inte bara den mest kända representanten för mästersångarna, utan ansågs också vara en generös person. Till exempel föreslog han att utvärderingen av mästarsångerna från hans Nürnbergskrå inte bara skulle överlåtas till de fyra Märkarna, utan att detta skulle överföras till publiken flera gånger om året.

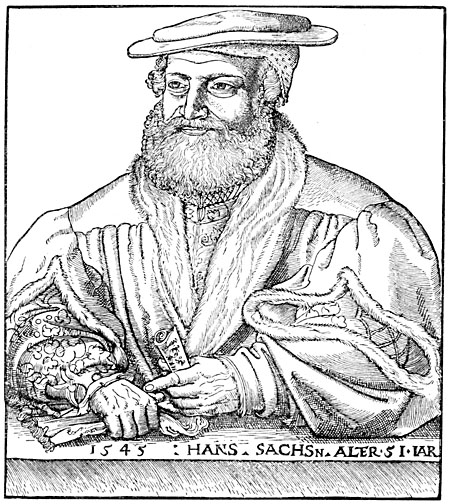
Den historiske Hans Sachs

Richard Wagner hämtade framför allt sin kunskap om Mästersångarnas ("tabulaturen") regler från Nürnbergkrönikan som publicerades 1697 med ett appendix "Von der Meister-Singer holdseligen Kunst" Johann Christoph Wagenseil (1633–1705), som för övrigt spårar denna pedantiska uppsättning regler tillbaka till de strikta reglerna och föreskrifterna i den judiska Talmud. Tabulaturen, som sägs ha skrivits ner redan på 1300-talet och som var avsedd att anpassa de höviska trubadurernas musik till deras borgerliga efterföljares behov, ger också en detaljerad inblick i mästarnas liv vid denna tid.
Wagner övertog dock bara namnen, reglerna och Mästersångar-sederna från Wagenseil. Handlingen och mästarnas profession är till största delen sprungna ur Wagners fantasi. Han använde också sina egna erfarenheter, som erfarenheten av ett nattligt sångargräl med ett slagsmål, som han själv var inblandad i i sina yngre år (1835 i Nürnberg), och litterära förebilder som E. T. A. Hoffmanns "Mäster Martin, tunnbindaren och hans gesäller" från novellsamlingen Die Serapionsbrüder. Han kan också ha känt till Johann Ludwig Deinhardsteins pjäs Hans Sachs (uruppförd 1827) och operan Hans Sachs av Albert Lortzing (uruppförd 1840), som baserades på den.
Ordet Mästersångare har en dubbel betydelse. Å ena sidan var alla medlemmar i skråväsendet på den tiden mästare i sina respektive yrken, å andra sidan bildade mästersångarna sitt eget, respekterade skrå i många tyska städer, i vars femgradiga rangordningssystem titeln mästare, analog med hantverkarens yrke, endast kunde uppnås genom ett verkligt mästerverk. Wagner karikerar en del överdrifter – särskilt i form av den stränge stadsskrivaren Beckmesser, vars namn blev synonymt med trångsynt pedanteri.
I medeltidens Tyskland odlades världslig konstsång först och främst av minnesångarna på de adliga borgar, precis så som det framställs i Tannhäuser. I denna miljö dyrkades en hövisk, förfinad och delvis inte så litet preciös konst, även om man också - som till exempel hos den främst minnesångaren, Walther von der Vogelweide - ofta möter lyrik med utpräglade folkliga drag. Då det adliga ståndet så småningom förlorade sin sociala ställning, medförde detta också en nedgång i minnesångarnas konstutövning. Deras arvtagare blev hantverkare i de blomstrande handelsstäderna. De organiserade sig i gillen med rangordning och stadgar liksom i de vanliga borgargillena. "Mästersång" kallas den medeltida lyrik som från 1300- till 1500-talet nästan uteslutande skrevs av dessa hantverkare och som följde en noga föreskriven verslära (Tabulator). Dessa "Mästersångare" möttes på fritid till sångartävlingar, där deras prestationer bedömdes av fyra märkare, som noterade alla försyndelser mot tabulaturen, dvs reglerna för versmått, rim, strofindelning, melodiutformning osv. Kraven blev strängare ju högre grad man försökte uppnå, och gjorde man under tävlingen mer än ett visst antal fel, hade man "sich versungen" (försjungit sig). 
Sin guldålder hade mästersångarna i Nürnberg på Hans Sachs tid (omkring 1550). Han efterlämnade 4275 mästersånger, nästan 1700 berättelser och 208 dramatiska verk. På 1700-talet upplöstes flertalet av sånggillena. Walter von Stolzings prissång (akt III: Morgenlich leuchtend im rosigen Schein) är skriven i den form som är utmärkande för den tyska medeltida mästersången (Bar eller Weise) och som består av två parstrofer (Stollen) och en slutstrof (Abgesang). Musikspråket är dock äkta wagnerskt.

### Valet av historiska Nürnberg som miljö för operan
Under 1400- och 1500-talen utvecklades staden Nürnberg till ett av de viktigaste tyska handelscentrumen och upplevde "sin ekonomiska, politiska och kulturella storhetstid vid Hans Sachs tid". I mitten av 1500-talet var staden med 40 000–50 000 invånare "den enda 'kosmopolitiska' staden i Tyskland förutom Köln och Augsburg". Detta ekonomiska uppsving har gjort det möjligt för hantverkarna att "utveckla sitt eget självförtroende". Nürnberg var centrum för boktryckeri och bokhandel och blev "det viktigaste 'nyhetscentrumet' för det tyska riket" genom goda internationella handelsförbindelser. Nürnbergs roll som reformatoriskt avantgarde hade också utmanat den "vanliga människan" att "sysselsätta sig med offentliga angelägenheter, vare sig de är politiska eller religiösa".

## Kompositionshistorik
Wagners självbiografi Mein Leben (Mitt liv) beskriver tillkomsten av Mästersångarna. När han tog sig till Marienbad för en kurortsviselse 1845 började han läsa Georg Gottfried Gervinus Geschichte der deutschen Dichtung (Den tyska poesins historia). Verket innehöll kapitel om mästersången och om Hans Sachs:
Jag hade bildat mig en särskilt levande bild av Hans Sachs och mästersångarna i Nürnberg. Jag var särskilt fascinerad av institutionen för Markören och hans funktion i att betygsätta mästarsånger ... Under en promenad föreställde jag mig en komisk scen, i vilken den populäre hantverkspoeten, genom att hamra på sin skomakares läst, ger Markören, som av omständigheterna är tvungen att sjunga i hans närvaro, sin upprättelse, för tidigare pedantiska förseelser under officiella sångtävlingar, genom att påtvinga honom en egen läxa.
I Gervinus bok nämns också en dikt av den verklige Hans Sachs om den protestantiske reformatorn Martin Luther, med titeln "Die Wittenbergisch Nachtigall" (Näktergalen från Wittenberg). De inledande raderna i denna dikt, som handlar om reformationen, användes senare av Wagner i tredje akten scen 5 när folkmassan utropar Sachs: "Wacht auf, es nahet gen den Tag; ich hör' singen im grünen Hag ein wonnigliche Nachtigall.» (Vakna, gryningen närmar sig; Jag hör, sjungande i den gröna lunden, en salig näktergal).
Utöver detta lade Wagner till en scen hämtad från sitt eget liv, där ett fall av förväxling av identitet ledde till ett nästan upplopp: detta skulle ligga till grund för finalen i andra akten:
Ur denna situation utvecklades ett uppror, som genom skrik och rop och en oförklarlig ökning av antalet deltagare i kampen snart antog en verkligt demonisk karaktär. Det såg ut som om hela staden skulle bryta ut i ett upplopp... Plötsligt hörde jag en tung duns, och som genom ett trollslag skingrades hela folkmassan åt alla håll... En av de vanliga besökarna hade fällt en av de mest högljudda upprorsmakarna ... Och det var effekten av detta som så plötsligt hade skingrat alla.
Detta första utkast till berättelsen var daterat "Marienbad 16 juli 1845". Wagner sade senare i Eine Mitteilung an meine Freunde (1851) att Mästersångarna skulle vara en komisk opera som följde på en tragisk opera, det vill säga Tannhäuser. 
Liksom athenarna lät ett muntert satyrspel följa på tragedin, såg jag under denna nöjesresa plötsligt framför mig bilden av ett komiskt skådespel, som i sanning kunde fogas till "Sängerkriege auf Wartburg". Det var "Die Meistersinger von Nürnberg" med Hans Sachs i spetsen.
(Sångartävlingen på festängen som en motpol till sångarstriden i slottet och prygelscenen som en parodi på backanalen i Venusberget.)
Utkastet förblev dock till en början obearbetat. Det var inte förrän 1861 som Wagner kom ihåg det igen, när han letade efter ett nytt operamaterial till en framgångsrik pjäs som kunde förverkligas snabbt, för att rädda sig själv från akuta ekonomiska svårigheter. Under en kort vistelse i Venedig sägs han ha blivit så rörd av åsynen av en målning av Jungfru Maria (Assunta) av Tizian att han spontant bestämde sig för att framföra Mästersångarna i Nürnberg omedelbart. Wagner påbörjade förberedelserna omedelbart efteråt och tog fram en ny design, som han erbjöd sin förläggare Franz Schott i Mainz, som sedan gav honom i uppdrag att färdigställa den med kort varsel och betalade Wagner ett betydande förskott. Wagner begav sig omedelbart till Paris, där han skrev librettot på bara 30 dagar i fullständig avskildhet.

### Premiär
I början av februari 1862 reste Wagner till Mainz och läste texten på Schott-förlaget. För att kunna komponera i lugn och ro flyttade han in i ett hus på landet vid Rhen i Wiesbaden-Biebrich. Ouvertyren till Mästersångarna skrevs, med undantag för några lösa musikaliska skisser, några veckor efter att texten var klar mellan palmsöndagen och påsken (13-20 april) 1862. Denna orkesterintroduktion, det så kallade "Förspelet", framfördes för publiken vid en konsert under Wagners ledning i Leipzig den 2 november 1862.  Kompositionen av första akten påbörjades våren 1863 i Wienerförorten Penzing, men operan i sin helhet var inte färdig förrän i oktober 1867, då Wagner bodde i Tribschen nära Luzern. Dessa år var några av Wagners svåraste: uppsättningen av Tannhäuser i Paris 1861 blev ett fiasko, Wagner gav upp hoppet om att fullborda Nibelungens ring, Wienuppsättningen av Tristan och Isolde 1864 övergavs efter 77 repetitioner och slutligen dog Wagners första hustru Minna 1866. Cosima Wagner skulle senare skriva: "När framtida generationer söker vederkvickelse i detta unika verk, må de ägna en tanke åt de tårar ur vilka leendena uppstod."
Det var först efter att Wagner hade funnit en mecenat i kung Ludvig II av Bayern som han kunde slutföra kompositionen av sin Mästersångarna 1867, som slutligen uruppfördes i München den 21 juni 1868. På podiet stod Hans von Bülow, som redan 1865 hade dirigerat Tristan och Isolde för första gången på samma plats. Franz Strauss, far till kompositören Richard Strauss, spelade valthorn vid uruppförandet, trots att han ofta uttryckte motvilja mot Wagner, som var närvarande vid många av repetitionerna. Wagners många avbrott och utvikningar gjorde repetitionerna till en mycket långrandig historia. Efter en fem timmar lång repetition ledde Franz Strauss en strejk av orkestern och sa att han inte kunde spela mer. Trots dessa problem blev premiären en triumf och operan hyllades som ett av Wagners mest framgångsrika verk. I slutet av den första föreställningen ropade publiken på Wagner, som dök upp längst fram i den kungliga logen, som han hade delat med kung Ludvig. Wagner bugade sig för folkmassan och bröt mot protokollet, som dikterade att endast monarken fick tala till en publik från logen.
1872 hade operan premiär i Köpenhamn. Den svenska premiären ägde rum på Stockholmsoperan den 2 april 1887 och den iscensattes åter med premiär den 7 april 1900 och den 23 oktober 1955. Den sattes upp på Göteborgsoperan med premiär den 10 april 2010.

### Mottagande och propaganda
Mästersångarna fick ett entusiastiskt mottagande vid premiären och ansågs vara Wagners mest omedelbart tilltalande verk. Musikkritikern Eduard Hanslick skrev i Die Neue Freie Presse efter premiären: "Bländande scener av färg och prakt, ensembler fulla av liv och karaktär utspelar sig inför åskådarens ögon, och ger honom knappast tid att överväga hur mycket och hur lite av dessa effekter som är av musikaliskt ursprung." Inom ett år efter premiären framfördes operan över hela Tyskland i Dresden, Dessau, Karlsruhe, Mannheim, Weimar, Hannover och i Wien, med Berlin som följd, 1870. Den var en av de mest populära och framstående tyska operorna under Tysklands enande 1871, och trots operans allmänna varning för kulturell självcentrering blev Mästersångarna en stark symbol för den patriotiska tyska konsten. Hans Sachs sista varning i slutet av tredje akten om behovet av att skydda den tyska konsten från utländska hot var en samlingspunkt för den tyska nationalismen, särskilt under det fransk-tyska kriget.
Med Mästersångarna i Nürnberg invigdes Münchens andra operahus Prinzregententheater den 21 augusti 1901. Operahuset var en mindre kopia av Bayreuth Festspielhaus och avsedd att konkurrera med det. Operahuset i Köln invigdes 1902 med 3:e akten. Redan när det nya operahuset i Nürnberg invigdes 1905 spelades Mästersångarna – förmodligen inte minst på grund av den lokala anknytningen. Samma sak gällde i Leipzig 1960 för öppnandet av det enda nya operahuset i DDR, i München 1963 för återöppnandet av den återuppbyggda Nationalteatern, som hade förstörts i kriget, och 1988 i Essen för öppnandet av Aalto-teatern. Wagner skänkte originalmusiken till Mästersångarna i Nürnberg till kung Ludvig 1867, och 1902 skänktes det dyrbara originalet till Germanisches Nationalmuseum i samband med dess 50-årsjubileum.
Vid återöppnandet av Festspelen i Bayreuth 1924, efter att ha stängts under första världskriget, framfördes Mästersångarna. Publiken reste sig under Hans Sachs sista tal och sjöng "Deutschland über Alles" efter operans slut. Mästersångarna användes ofta som en del av den nazistiska propagandan. Den 21 mars 1933 firades grundandet av Tredje riket med en föreställning av operan i närvaro av Adolf Hitler. Förspelet till tredje akten spelas över scener från det gamla Nürnberg i början av Viljans triumf, Leni Riefenstahls film från 1935 som skildrar nazistpartiets kongress 1934. Under andra världskriget var Mästersångarna den enda opera som framfördes vid Festspelen i Bayreuth 1943–1944. Kopplingen mellan Mästersångarna och nazismen ledde till en av de mest kontroversiella scenuppsättningarna av verket. Den första uppsättningen av Mästersångarna i Bayreuth efter andra världskriget ägde rum 1956, då Wieland Wagner, kompositörens barnbarn, försökte distansera verket från den tyska nationalismen genom att presentera det i nästan abstrakta termer, genom att ta bort alla referenser till Nürnberg från sceneriet. Uppsättningen döptes till Mästersångarna ohne Nürnberg (Mästersångarna utan Nürnberg). Publiken uppskattade inte idén, så för första gången i Festspelens historia hördes burop när ridån föll.

## Kritik mot Beckmesser som en möjlig antisemitisk stereotyp
Beckmesser har fått mycket kritik för att vara en antisemitisk stereotyp, ända sedan idén lades fram av Theodor Adorno. Wagnerforskaren Barry Millington förde fram idén att Beckmesser representerar en judisk stereotyp, vars förnedring av den ariska Walther är en scenisk representation av Wagners antisemitism. Millington hävdade i sin "Nürnbergrättegången: Finns det antisemitism i Mästersångarna" från 1991 att vanliga antisemitiska stereotyper som var förhärskande i 1800-talets Tyskland var en del av Mästersångarnas "ideologiska väv" och att Beckmesser förkroppsligade dessa omisskännliga antisemitiska karaktärsdrag. Millingtons artikel gav upphov till en betydande debatt bland Wagner-forskare som Charles Rosen, Hans Rudolph Vaget, Paul Lawrence Rose och Karl A. Zaenker.
Scenen i akt 1, scen 3, där Walter ger utlopp för sin ilska mot Beckmesser har likheter med bröderna Grimms antisemitiska verk Der Jude im Dorn (KHM 110). I Grimms sagor flyger en liten fågel in i en törnbuske, medan en fågel i Walters sång flyger iväg som en symbol för frihet. I sagan står en ung man på trappan till galgen och spelar fiol, i operan står Walter på en stol vid sångbordet och sjunger. Walters ord "Grimmbewahrt" har två betydelser: "skyddad av ilska" och "som Grimm säger", vilket pekar på Wagners dolda avsikt att lägga bilden av juden ovanpå Beckmessers figur.
Dessutom påminner dialogen och musiken som används för Beckmesser om nibelungarna Alberich och Mime i Nibelungens ring. I synnerhet i pantomimen i akt 3, scen 3, är det sätt på vilket Beckmesser haltar två gånger, skriker och plågas av hemska minnen och vanföreställningar nära besläktat med Mime i Rhenguldet och Siegfried. I Nibelungens ring liknas nibelungarna också liksom judarna som "främlingar", vilket har en liknande betydelse för Beckmesser.
Namnet på stadnotarien i Mästersångarna gavs "Veit Hansrich" i 2:a-3:e prosamanuskriptet från 1861. Wagner ändrade namnet till "Beckmesser" från ett verslibrettot från 1862. Den ursprungliga "Hansrich" var inget annat än en anspelning på den wienske musikforskaren och musikkritikern Eduard Hanslick (1825-1904), som stod i spetsen för den absoluta musikskolan vid den tiden. Vid den tiden var Hanslick i kontakt med Wagner som beundrare av operan Den flygande holländaren. Han lovordade honom som "den största dramatiska talangen av någon nu levande kompositör". Men 1854 definierade Hanslick musikens essens som "en form som rör sig samtidigt som den genljuder" och han avvisade helt påståendena i Wagners Oper und Drama (1851) och kritiserade "musikdrama" som ett "musikens spöke".
Den 11 maj 1861 kom Hanslick för att se en repetition inför Wienpremiären av Lohengrin och hälsade på Wagner, som behandlade honom kallt. Skrivandet av "Hansrich" i ett utkast till den prosa som skrevs det året kan sägas vara en återgång till den anda som rådde under många år. Efter Wagners resa till Venedig försonades de två männen tillfälligt, och den 23 november 1862 blev Hanslick inbjuden att närvara vid en uppläsning av Mästersångarna i Nürnberg i Wagners vän Standhardners hus i Wien. Men trots det faktum att hans namn hade ändrats till Beckmesser i den rimmanus som lästes vid den tiden, insåg Hanslick att han blev förlöjligad och gick därifrån i ilska.
Hanslicks kritik av Münchenpremiären av Mästersångarna i Nürnberg var att "Wagners musik är fullständigt katastrofal i sitt uttryck för det komiska". Å andra sidan lovordade han Pogners tal, Walters sång och kvintetten i tredje akten som "ingenting som lyser som en oas ur den grå öknen tillhör den komiska delen av operan, utan den majestätiska delen"[47]. Objektiv analys som inte vilseleds av själviskhet görs[17]. Som svar på detta reviderade Wagner sin bok Judendomen i musiken (först publicerad 1850) 1869, och angrep Hanslick vid namn för hans judiska ursprung.
I en intervju från 2009 fick Katharina Wagner, kompositörens barnbarnsbarn och en av ledarna för Festspelen i Bayreuth, frågan om hon trodde att Wagner förlitade sig på judiska stereotyper i sina operor. Hennes svar var: "Med Beckmesser gjorde han förmodligen det." Nike Wagner, ett annat av kompositörens barnbarnsbarn, hävdar att Beckmesser främst är ett offer för sadism, "som är oskiljaktig från det syndrom som också producerar våldsam fascism".
Forskarna Dieter Borchmeyer, Udo Bermbach och Hermann Danuser stöder tesen att Wagner i egenskap av Beckmesser inte avsåg att anspela på judiska stereotyper, utan snarare att kritisera (den akademiska) pedantismen i allmänhet. De pekar på likheter med figuren Malvolio i Shakespeares komedi Trettondagsafton.
Även om partituret kräver att Beckmesser rusar iväg med ett språng efter sitt självdestruktiva försök att sjunga Walthers sång, stannar han i vissa uppsättningar kvar och lyssnar till Walthers korrekta tolkning av sin sång, och skakar hand med Sachs efter den sista monologen. En besläktad uppfattning är att Beckmesser var avsedd att parodiera den berömde kritikern Eduard Hanslick, som värdesatte Johannes Brahms musik och värderade Wagners musik lågt. Man vet att det ursprungliga namnet på Beckmesser-karaktären var "Veit Hanslich", och vi vet att Wagner bjöd in Hanslick till sin första läsning av librettot, men om karaktären då fortfarande hade namnet "Hanslich" när Hanslick hörde det är oklart. Denna andra tolkning av Beckmesser kan sammanfalla med den antisemitismistiska tolkningen ovan, eftersom Wagner angrep Hanslick som "av graciöst dolt judiskt ursprung" i sin reviderade upplaga av sin essä Judendomen i musiken.

## Influenser från Schopenhauer
År 1854 läste Wagner Schopenhauer för första gången och slogs av filosofens teorier om estetik. I denna filosofi är konsten ett medel för att fly från världens lidanden, och musiken är den högsta av konsterna eftersom den är den enda som inte är involverad i representationen av världen (dvs. den är abstrakt). Det är av denna anledning som musik kan kommunicera känslor utan behov av ord. I sin tidigare essä Oper und Drama (Opera och drama) (1850–1) hade Wagner förlöjligat grundpelarna i operakonstruktionen: arior, körer, duetter, trior, recitativ etc. Som ett resultat av att ha läst Schopenhauers idéer om musikens roll omvärderade Wagner sitt recept för opera och inkluderade många av dessa element i Mästersångarna.
Även om Mästersångarna är en komedi, belyser den också Wagners idéer om musikens plats i samhället, om avståndstagandet från Wille (Viljan) och om den tröst som musiken kan ge i en värld full av Wahn (villfarelse, dårskap, självbedrägeri). Det är Wahn som orsakar upploppet i andra akten – ett händelseförlopp som uppstår ur ett fall av förväxlad identitet, vilket kan ses som en form av självbedrägeri. Kommentatorer har observerat att i hans berömda monolog i tredje akten Wahn, Wahn, überall Wahn (Galenskap! Galenskap!, Överallt galenskap!), parafraserar Sachs Schopenhauers beskrivning av hur Wahn driver en person att bete sig på ett sätt som är självdestruktivt:
in Flucht geschlagen, wähnt er zu jagen; hört nicht sein eigen Schmerzgekreisch,

wenn er sich wühlt ins eig'ne Fleisch, wähnt Lust sich zu erzeigen!
Driven på flykt tror han att han jagar och hör inte sitt eget skrik av smärta:

när han sliter i sitt eget kött, inbillar han sig att han ger sig själv njutning!
Efter färdigställandet av Tristan och Isolde återupptog Wagner arbetet med Mästersångarna 1861 med en helt annan filosofisk syn än den han hade när han utvecklade sitt första utkast. Hans Sachs karaktär blev en av de mest Schopenhauerianska av Wagners skapelser. Wagnerkännaren Lucy Beckett har noterat den anmärkningsvärda likheten mellan Wagners Sachs och Schopenhauers beskrivning av den ädle mannen:
Vi föreställer oss alltid en mycket ädel karaktär som har ett visst spår av tyst sorg... Det är ett medvetande som är ett resultat av vetskapen om fåfängligheten i alla bedrifter och om lidandet i allt liv, inte bara i det egna. (Schopenhauer: Världen som vilja och föreställning)
Den andra utmärkande manifestationen av Sachs karaktär – hans lugna avståndstagande från tanken på att bli friare till Evas kärlek – är också djupt Schopenhauersk. Sachs förnekar här viljan i dess förment mest påträngande form, den sexuella kärlekens. Wagner markerar detta ögonblick med en direkt musikalisk och textuell referens till Tristan och Isolde: "Mein Kind, von Tristan und Isolde kenn' ich ein traurig Stück. Hans Sachs war klug und wollte nichts von Herrn Markes Glück". ("Mitt barn, jag känner till en sorglig historia om Tristan och Isolde. Hans Sachs var klok och ville inte ha något av kung Markes lott.")

## Musiken
Efter Tristans kromatiska "Nocturne" skrev Wagner en bländande ljus diatonisk "Tagstück" i C-dur i form av Mästersångarna i Nürnberg. Sedd på detta sätt uppfattas Mästersångarna som en kontrasterande "motsvarighet" till Tristan. Men i Mästersångarna är Tristanharmoniken inte bara utsläckt, utan den är så att säga inkapslad och upplyft i ett diatoniskt yttre skal, för att sedan öppet bryta fram igen, särskilt i operans tredje akt, där Wagner lyfter fram den självbiografiskt tecknade "försakelsen" Hans Sachs.
Karakteristiskt för såväl Tristans som Mästersångarnas musik är Wagners subtila och diskreta hantering av ledmotivstekniken samt en enormt ökad polyfon bearbetning av kompositionen jämfört med de verk som skrivits fram till dess: i själva verket var Wagner enligt Gustav Mahler "verkligen polyfonisk" endast i Tristan och i Mästersångarna. "Tristanackordets princip" i betydelsen av en kondensation av ledmotivets betydelse i en enda punkt, d.v.s. det enskilda ackordet, är också levande i Mästersångarna, och den utvecklas till och med här. I en studie av Johannes Schild från 2014 namnges i Mästersångarna "en uppsättning av totalt fyra ackordemblem [...], som var och en har sin egen sfär av uttryck och mening". Durtreklangen står här för konstens sfär, den överdrivna treklangen för Hans Sachs, kvintackordet för "kärlek, vår och lidelse" och slutligen Tristanackordet för den självbiografiska försakelsens sfär som Wagner hade skrivit in i Hans Sachs-karaktären i den slutliga librettoversionen 1861. Sedd i detta ljus kan man se Mästersångarnas musik inte bara i linje med Tristan, utan också med de sena verken Ragnarök och Parsifal, för vilka Theodor W. Adorno redan hade nämnt ett motsvarande "ackordmotiv" i sin Wagner-essä från 1952.
Mästersångarna, som länge varit erkända som ett av Wagners största verk, mottogs av en splittrad publik under tonsättarens livstid. En av verkets ivriga beundrare var Johannes Brahms, som fann att "några takter" av Mästersångarna var "mer värdefulla [...] än alla operor som har komponerats efteråt." Kritikern Eduard Hanslick från Wien var av en helt annan uppfattning, som efter att redan ha kritiserat Tristan för att vara en "sjungen och fiolspelad opiumberusning" inte heller gillade Mästersångarnas musik. Hans recension av uruppförandet av verket i Wien den 27 februari 1870 förblir dock en nyckeltext i den tidiga receptionen av Mästersångarna, trots all överdriven polemik. Karakteristiskt för stycket, enligt Hanslick, är "den avsiktliga upplösningen av all fast form till ett formlöst, sensuellt berusande ljud [och] ersättandet av självständiga, strukturerade melodier med en formlös, vag melodisering". På ett passande sätt, om än i en nedsättande ton, analyserar Hanslick också den Wagner-typiska tekniken med sektionskopplingen, som ibland kallas "det permanenta felslutet". Hanslick ordagrant: "Med ängsligt undvikande av någon slutlig kadens, flyter detta benfria lerblötdjur [...] till det oöverskådliga. Av rädsla för 'vanligheten' i naturliga kadenser faller Wagner offer för ett annat, inte bättre pedanteri: han blir monoton just därför att han regelbundet styr in i ett dissonant ackord där örat förväntar sig en avslutande treklang."
I kontrast till detta lovordade senare författare just de formella egenskaperna: Alfred Lorenz hänvisade till den allestädes närvarande taktformen, från de minsta motiven till hela verkets struktur, och räknar upp 62 mer eller mindre exakta överensstämmelser mellan sekvenserna i de två första akterna, som antas vara avsedda som sådana. Eckhard Henscheid intygade verkets "dramatiska perfektion och makro- såväl som mikroarkitektoniska felfrihet".
För verkets del var det emellertid en fördel att Wagner sköt upp dess definitiva utformning. Under arbetets gång fick han nämligen en vidare, mindre personlig och mer allmänmänsklig syn på sig själv och sin tid. Han kan naturligtvis inte låta bli att helt gå upp i riddaren Walther von Stolzing, som representerar det nya, det banbrytande inom konsten och som alltså i själva verket är Wagner själv. Men å andra sidan ersattes föraktet mot motståndarna efter hand med en mer försonande och förstående inställning. Han kan inte låta bli att håna den pedantiske "domaren" Beckmesser. Men denne är till slut också den ende Wagner helt föraktar, och själva angreppet på honom blir mindre direkt. I andra och tredje prosautkastet till librettot dök Beckmesser upp under namnet "Veit Hanslisch" och "Hans Lick". Eduard Hanslick, en inflytelserik konservativ musikkritiker i Wien, var en häftig motståndare till Wagner. Med rollgestalten Beckmesser ville Wagner hämnas på ärkefienden som gett honom så ogynnsam kritik.
Själva förbindelsen mellan gammal och ny tid, Hans Sachs, som representerar kärleken till traditionen, men samtidigt den djupa förståelsen för nödvändigheten av förnyelse inom konsten, får en allt bredare plats. Han blir den fördomsfria, den vidsynta personlighet, som resignerar i kampen om Eva (vilken troligen skall representera konsten) och som helt och fullt går in för Walther (Wagner själv) men samtidigt försvarar och håller i ära det gamla och traditionsbundna. Som modell för Hans Sachs har Wagner möjligen använt Franz Liszt eller sin intime vän och förkämpe Hans von Bülow.
I motsats till Tristan och Isolde och Nibelungens ring är Mästersångarna i Nürnberg starkt bunden till tid och miljö. Wagner bryter här mot sina principer också därigenom att han i handlingen flätar in den "stora operans" masscener, ensemblesatser och körer. Även det musikaliska uttryckssättet är i hög grad färgat av ämnet. Wagner tar till exempel upp ett polyfont skrivsätt, varigenom han särskilt vill karakterisera tid och miljö. Hans polyfoni ger verket en egenartad struktur och karaktär, en klar tonalitet, även om musiken i själva verket absolut inte är i "äkta" gammal stil. Wagner har med ett enda undantag heller inte använt melodier från den tid han skildrar. 
Sin egen ledmotivsteknik har han använt i denna opera lika konsekvent som i Tristan, och i scenerna mellan Eva och Walther möter man något av den kromatiska Tristan-melodiken. De båda stilelementen - de tonala mästersångarmotiven och de kromatiska kärleksmotiven - sammansmälter dock på ett nästan fullkomligt sätt till en helhet. Även texten har av Wagner givits tidsfärg, genom att han genomgående använder den enkla folkliga, något naiva knittelversen, mästersångarnas eget versmått, med fyra betonade stavelser per versrad.

### Richard Wagners sceniska förverkligande och avsikter
Wagner ville reformera de "dekadenta" teatrarna med sin konst. I stället för ytlig underhållning, som han hade lärt känna särskilt under sin vistelse i Paris, förespråkade han sofistikerad konstutbildning och utvecklade slutligen sin festivalidé utifrån detta. Hans ideal var en "tysk konst" som utgick från folket och stöddes av folket, där han ville att det nationella endast skulle förstås som ett dekorativt element: "Sålunda bör framtidens konstverk omfatta den fria mänsklighetens anda bortom alla nationaliteters gränser; Det nationella väsendet i den får endast vara en prydnad, en stimulans för den individuella mångfalden, inte en hämmande barriär." Till och med den hårt kritiserade och ofta tolkade som nationalistiska sista satsen av Hans Sachs i slutet av operan säger inget annat än att den tyska konsten skulle överleva om även det tyska riket föll: om det heliga romerska riket smälte bort i dimman skulle vi ha kvar den heliga tyska konsten. Wagners revolutionära konstidéer blev dock ganska förkastade i den konservativa konstvärlden under hans tid.
I Mästersångarna tar Wagner sikte på människor och strukturer i det etablerade samhället och konstetablissemanget med mycket humor och originalitet. Han har skomakarpoeten Hans Sachs, som är öppen för nya saker, och den "konstnyskapande" riddaren Walther von Stolzing som kämpar för sina ideal, för själva den konstnärliga friheten. Medan Walther står för det revolutionärt nya, förespråkar Sachs – trots all sin tolerans – också bevarandet av det traditionella i konsten och förmanar Walther: Förakta inte mästarna för mig, och hedra deras konst för mig ... Wagner ser Sachs som den sista framväxten av den konstnärligt produktiva nationalandan och ställer honom inför mästersångarkälkborgerligheten fångad i de rigida reglernas formalism. Stolzing är den "innovatör" (konstrevolutionär) som Wagner till slut såg sig själv som.

## Orkesterbesättning
- piccolaflöjt, 2 flöjter, 2 oboer, 2 klarinetter i B, 2 fagotter
- 4 valthorn, 3 trumpeter, 3 tromboner, bastuba
- timpani, bastrumma, cymbaler, triangel, klockspel
- harpa ("Beckmesserharpa")
- 1:a och 2:a violiner, viola, celli, kontrabasar

on-stage
- fler trumpeter och valthorn, naturhorn (spelas av nattvakten), luta, militärtrumma, orgel (Akt I)

Partituret innehåller passager som oftast används för provspelningar för ett antal instrument, särskilt i förspelet.

## Personer
| Roller                                                                      | Röstläge   | Premiärbesättning 21 juni 1868 Dirigent: Hans von Bülow | Svensk premiärbesättning 2 april 1887 Dirigent: ? |
| --------------------------------------------------------------------------- | ---------- | ------------------------------------------------------- | ------------------------------------------------- |
| Eva, Pogners dotter                                                         | sopran     | Mathilde Mallinger                                      | Selma Ek                                          |
| David, Sachss lärling                                                       | tenor      | Max Schlosser                                           | Mikael Bratbost                                   |
| Walther von Stolzing, en ung riddare från Franken                           | tenor      | Franz Nachbaur                                          | Arvid Ödmann                                      |
| Sixtus Beckmesser, stadsnotarie , mästersångare                             | baryton    | Gustav Hölzel                                           | Robert Ohlsson                                    |
| Hans Sachs, skomakare, mästersångare                                        | basbaryton | Franz Betz                                              | Carl Fredrik Lundqvist                            |
| Veit Pogner, guldsmed, mästersångare                                        | bas        | Kaspar Bausewein                                        | Helmer Strömberg                                  |
| —Övriga roller:                                                             |            |                                                         |                                                   |
| Magdalena, Evas amma                                                        | sopran     | Sophie Dietz                                            | Wilhelmina Strandberg                             |
| Kunz Vogelgesang, körsnär, mästersångare                                    | tenor      | Karl Samuel Heinrich                                    | Jean Rudolf Sellman                               |
| Balthasar Zorn, tenngjutare, mästersångare                                  | tenor      | Bartholomäus Weixlstorfer                               | Oscar Bröderman                                   |
| Augustin Moser, skräddare, mästersångare                                    | tenor      | Michael Pöppl                                           | Victor Dahlgren                                   |
| Ulrich Eisslinger, kryddkrämare, mästersångare                              | tenor      | Eduard Hoppe                                            | Axel Rundberg                                     |
| Fritz Kothner, bagare, mästersångare                                        | baryton    | Karl Fischer                                            | Carl August Söderman                              |
| Nattväktaren                                                                | bas        | Ferdinand Lang                                          | Bergström                                         |
| Konrad Nachtigall, bleckslagare, mästersångare                              | bas        | Eduard Sigl                                             | Hjalmar Håkansson                                 |
| Hermann Ortel, såpsjudare, mästersångare                                    | bas        | Franz Thoms                                             | Per Janzon                                        |
| Hans Foltz, kopparslagare, mästersångare                                    | bas        | Ludwig Hayn                                             | Helmer Nygren                                     |
| Hans Schwarz, strumpvävare, mästersångare                                   | bas        | Leopold Grasser                                         | Axel Sellergren                                   |
| Borgare av alla skrån, borgarhustrur, gesäller, lärpojkar, flickor och folk |            |                                                         |                                                   |

## Handling
Nürnberg i mitten av 1600-talet. 

### Ouvertyr
Operans ouvertyr är ett orkesterstycke med invävd fuga. Det är mycket populärt och framförs även fristående. 

### Akt I

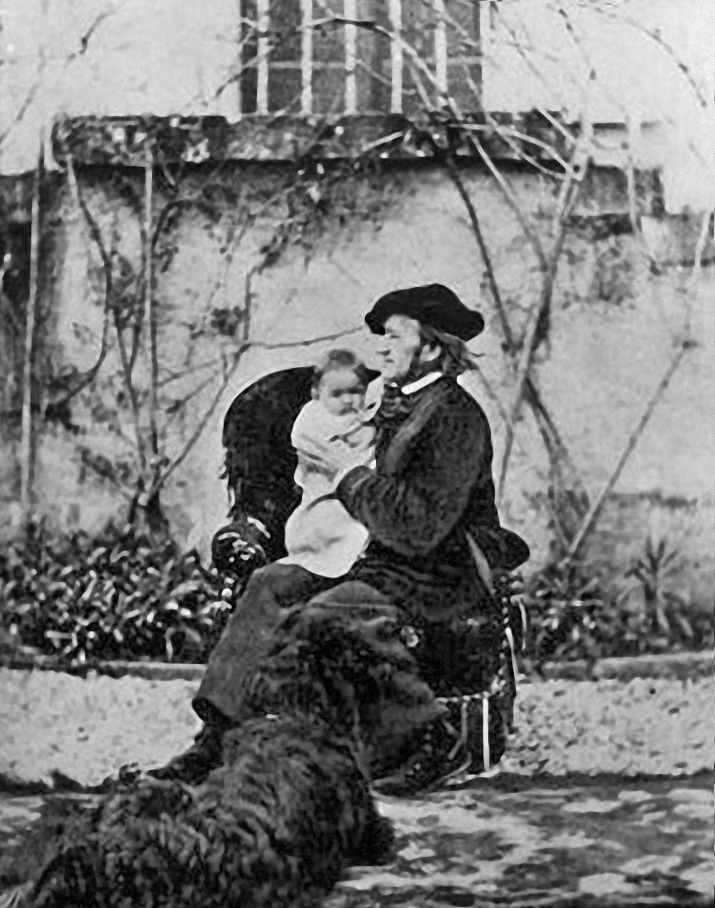
Wagner med dottern Eva 1867.

Riddaren Walter von Stolzing väntar otåligt på att gudstjänsten i Katharinenkirche skall ta slut, så han kan få tala med Eva, dotter till den rike guldsmeden Veit Pogner. De båda unga utbyter förälskade blickar och medan församlingen lämnar kyrkan lyckas de träffa varandra. Evas amma, Magdalene, berättar att Eva utlovats som brud åt den som segrar vid sångartävlingen påföljande dag. Men den unga flickan svarar att hon älskar Walther och inte vill ha någon annan. Walther beslutar sig för att försöka vinna Eva och ber skomakarlärlingen David lära honom de invecklade reglerna för tävlingen. Mästersångarna skall mötas i kyrkan efter gudstjänsten och lärlingarna dansar ystert omkring i kyrkan, medan de gör i ordning för mötet.
Evas far, guldsmeden Pogner och stadsskrivaren Sixtus Beckmesser finns bland mästersångarna. Beckmesser vill ha Eva till hustru och ber Pogner tala för hans sak hos henne, men Pogner svarar undvikande. Mötesdeltagarna infinner sig efter hand, och Walther anhåller om att få bli med bland mästersångarna. Sedan åldermannen Kothner förrättat upprop, håller Pogner ett tal i vilket han förkunnar att han vill ge sin dotter åt den som segrar i tävlingen. Skomakaren Hans Sachs föreslår att inte mästarna, utan Eva själv, skall utse segraren. Men han får endast medhåll av lärlingarna. Pogner fattar sympati för Walther och rekommenderar honom till gillet. Kothner vill veta vem hans lärare är, och riddaren berättar att han under de långa vinterkvällarna har suttit vid spisen i den insnöade borgen och studerat minnesångaren Walther von der Vogelweides vers, och om våren och sommaren har naturen och fågelsången verkar inspirerande på det han tänkt och drömt ("Am stillen Herd in Winterszeit wann Burg und Hof"). 
Riddaren får tillstånd att visa vad han kan vid provsjungningen, och hans rival, Beckmesser tar plats som "märkare" bakom ett förhänge med tavla och krita. Walther improviserar en sång om diktkonsten som skapande kraft. Men han blir gång på gång avbruten av det skärande ljudet från Beckmessers krita, som skrapar mot tavlan. Då Beckmesser visar fram tavlan är den fylld av streck, som visar felen i Walthers sång. Mästersångarna blir inbördes oense om bedömningen, och möter slutar i ren förvirring när Walther rusar ut från kyrkan i förtvivlan.

### Akt II

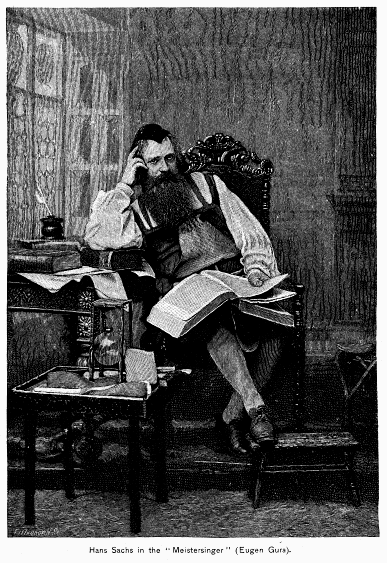
Eugen Gura som Hans Sachs 1882.

Det är midsommarafton. Magdalene får av David veta att den främmande riddaren har "försjungit sig" vid provsjungningen och i sin bestörtning glömmer hon att sticka till David de godsaker hon brukar ha med sig till honom. De andra lärlingarna, som vet att Magdalene är Davids älskade, gör narr av honom. Det artar sig till slagsmål men Sachs kommer och drar in David i sin verkstad.
Eva och hennes far kommer från en promenad. De får höra om Walthers misslyckade sångprov och går bedrövade in. Sachs låter David ställa ut skomakarbordet på gatan och skickar honom sedan till sängs. Själv börjar han arbeta med ett par skor. Men han kan inte samla sig till arbetet. Syrenerna doftar bedövande och han tänker på riddaren som han hört i kyrkan på förmiddagen ("Was duftet doch der Flieder so mild"). Eva kommer ut och frågar Sachs om utsikterna vid den förestående tävlingen. Hon antyder skämtsamt att Sachs själv nog skulle kunna ha goda chanser. Han anser däremot att Beckmesser kommer att segra. Av Evas reaktion sluter han sig till att hon älskar den unge riddaren. Han är själv förälskad i henne men beslutar sig ändå att hjälpa det unga paret. Då Magdalene anförtror Eva att Beckmesser samma kväll tänker uppvakta henne med en serenad, ber Eva att amman skall inta hennes plats vid fönstret. Magdalene gör det gärna då hon därmed ser en chans att göra David svartsjuk. Walther kommer i samma ögonblick och Eva störtar sig i hans armar. Han finner ingen annan utväg än att de måste fly tillsammans. En väktare överraskar dem och Eva lovar att vänta på Walther under lindträdet framför huset.
Sachs har lyssnat och ämnar hindra flykten. Då Eva kommer ut i Magdalenes kläder låter han sin arbetslampa lysa upp gatan så att det unga paret måste gömma sig.
Beckmesser kommer med sin luta och skall just stämma upp en sång, då Sachs sätter i med en skomarkarvisa och markerar rytmen med hammaren mot skon. Beckmesser är rasande men går till slut med på att Sachs skall tjänstgöra som "märkare" och alltså slå på sulan endast då stadsskrivaren gör ett fel i sin sång. Slagen på sulan blir så många att skon är färdigpliggad när sången är slut. David vaknar och upptäcker stadsskrivaren som efter vad han tror gör sin uppvaktning för Magdalene. Vild av svartsjuka ger han sig på rivalen ("Zum Teufel mit dir, verdammter Kerl!"). Grannarna kommer rusande och blandar sig i slagsmålet. I det allmänna handgemänget för Sachs in Eva i Pogners hus och tar med sig Walther in i skomakarverkstaden. Först då nattvakten blåser i sitt horn faller nattron på nytt, och var och en smiter hem till sig.

### Akt III

#### Scen 1. Sachs verkstad

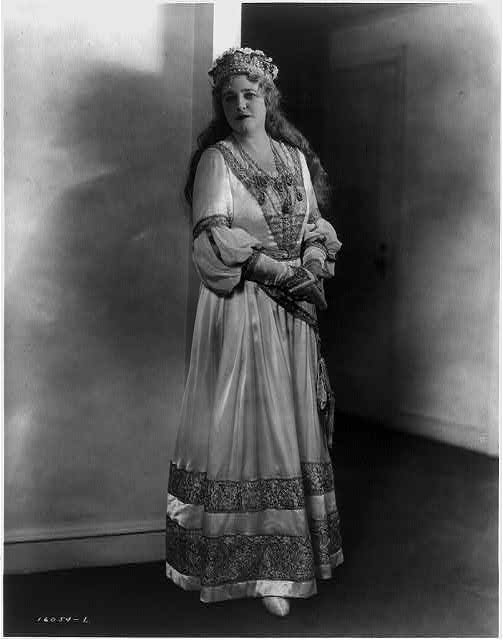
Lotte Lehmann som Eva.

Sachs sitter fördjupad i en tjock bok och märker knappast David, som smyger sig in med en korg full av blommor. Lärlingen säger en midsommarhälsning till sin mästare och ger sig iväg. Sachs sitter ensam och mediterar över människorna, som alltid skall strida med varandra ("Wahn! Wahn! Überall Wahn!"). Han avbryts av Walther som träder in och berättar om en underbar dröm han haft. Sachs menar att drömmen kan bli en god mästersång till tävlingen och skriver ned ett utkast till en sång. De båda går för att klä om sig till festen.
Beckmesser tittar in genom fönstret och då han ser att rummet är tomt kravlar han in, stel och mörbultad efter nattens slagsmål. Han finner anteckningarna som Sachs gjort om Walthers dröm och tar papperet i den tron att det är en sång som Sachs själv tänker använda i tävlingen. Då Sachs återvänder beskyller Beckmesser honom för att ha arrangerat överfallet kvällen innan, bara för att göra honom ur stånd att deltaga i tävlingen och i stället själv vinna Eva. Sachs avvisar föraktfullt Beckmessers påstående och låter honom behålla de stulna anteckningarna. Stadsskrivaren blir överväldigad av skomakarens generositet och lämnar hans rum i upprymd stämning.
Eva kommer in i festdräkt och klagar över att den ena skon klämmer. Men i nästa ögonblick har hon glömt sitt ärende och påstår att den är för stor vid ankeln. Sachs förstår genast "var skon klämmer" och när Walther uppenbarar sig och hon får höra hans dröm, slår hon tacksamt armarna om Sachs. David visar sig och Sachs dubbar honom med en örfil till sven. Därefter förkunnar han att en mästersång är född och att den nu skall döpas. Eva skall först stämma upp den, och sedan även Magdalene infunnit sig, förenar de sig i en kvintett ("Seelig wie die Sonne meines Glückes lacht").

#### Scen 2. En festplats
Med vajande fanor marscherar de olika hantverksgillena in under folkets jubel. Man dansar och glädjen står högt i tak. Till slut kommer mästersångarna högtidligt intågande. Alla stämmer in i en gammal festhymn ("Wacht auf! es nahet gen den Tag"). Sachs tackar i ett tal och betonar betydelsen av dagen och tävlingen. Beckmesser är den förste som skall tävla. Han har försökt lära sig Walthers drömdikt men har missförstått nästan vartenda ord och använder dessutom en felaktig melodi. Det hela blir ren smörja och under åhörarnas skratt störtar stadsskrivaren rasande mot Sachs och ropar att det är han som är mästaren till den dåliga dikten. Sachs hävdar att dikten är mycket bra och att det är Beckmesser som alldeles missuppfattat den. Dessutom är det inte han själv som har gjort den. Han kallar fram Walther som felfritt sjunger hela sången. Den handlar om en vacker kvinna, Eva, i paradiset ("Morgenlich leuchend im rosigen Schein"). Den hänförda mängden utropar Walther till segrare, och Eva sätter lagerkransen på hans hjässa. Pogner räcker honom gillets gyllene kedja och förklarar att han är upptagen i mästergillet. Men den stolte riddaren avstår. Han vill vinna lyckan utan detta mästerskap. Alla ser förvånade på den unge mannen, som kan komma med ett sådant tal. Då tar Sachs honom vid handen och förmanar honom att inte förakta hantverkarna och deras traditioner: de har utgjort ett fast bålverk för kulturen genom tiderna. Walther mottager vördnadsfullt kedjan av Sachs. Eva tar lagerkransen av honom och sätter den på Sachs huvud. Alla stämmer upp en hyllning till "Nürnbergs käre Sachs" ("Ehrt eure deutschen Meister").

## Inspelningar (urval)
- Hans Hermann Nissen, Henk Noort, Hermann Wiedemann, Richard Sallaba, Maria Reining, Kerstin Thorborg, Chor der Wiener Staatsoper, Wiener Philharmoniker unter Arturo Toscanini, Aufnahme der Salzburger Festspiele 1937
- Friedrich Schorr, Irene Jessner, Charles Kullmann, Walter Olitzki, Emanuel List, Karl Laufkötter, Karin Branzell, Chor und Orchester der Metropolitan Opera New York unter Erich Leinsdorf, 1939
- Paul Schöffler, Ludwig Suthaus, Erich Kunz, Friedrich Dalberg, Erich Witte, Hilde Scheppan, Camilla Kallab, Chor und Orchester der Bayreuther Festspiele unter Hermann Abendroth, Aufnahme der Bayreuther Festspiele 1943
- Jaro Prohaska, Max Lorenz, Eugen Fuchs, Josef Greindl, Erich Zimmermann, Maria Müller, Camilla Kallab, Chor und Orchester der Bayreuther Festspiele unter Wilhelm Furtwängler, Aufnahme der Bayreuther Festspiele 1943 (unvollständig)
- Paul Schöffler, Günther Treptow, Karl Dönch, Anton Dermota, Hilde Güden, Else Schürhoff, Wiener Staatsopernchor, Wiener Philharmoniker unter Hans Knappertsbusch, Decca 1950/51
- Otto Edelmann, Hans Hopf, Erich Kunz, Gerhard Unger, Elisabeth Schwarzkopf, Ira Malaniuk, Chor und Orchester der Bayreuther Festspiele unter Herbert von Karajan, 1951
- Ferdinand Frantz, Lisa della Casa, Hans Hopf, Gottlob Frick, Heinrich Pflanzl, Paul Kuën, Hertha Töpper, Chor und Orchester der Bayerischen Staatsoper unter Hans Knappertsbusch, 1955 (Orfeo)
- Thomas Stewart, Sándor Kónya, Gundula Janowitz, Thomas Hemsley, Gerhard Unger, Brigitte Fassbaender, Chor und Symphonieorchester des Bayerischen Rundfunks unter Rafael Kubelik, BR 1967
- Theo Adam, René Kollo, Geraint Evans, Karl Ridderbusch, Peter Schreier, Helen Donath, Ruth Hesse, Chor der Staatsoper Dresden, Rundfunkchor Leipzig, Staatskapelle Dresden unter Herbert von Karajan, EMI 1970
- Norman Bailey, René Kollo, Hannelore Bode, Julia Hamari, Bernd Weikl, Kurt Moll, Adolf Dallapozza, Wiener Staatsopernchor, Wiener Philharmoniker unter Georg Solti, Decca 1975
- Dietrich Fischer-Dieskau, Catarina Ligendza, Christa Ludwig, Plácido Domingo, Chor und Orchester der Deutschen Oper Berlin unter Eugen Jochum, Deutsche Grammophon 1976
- Bernd Weikl, Cheryl Studer, Kurt Moll, Ben Heppner, Chor und Orchester der Bayerischen Staatsoper unter Wolfgang Sawallisch, EMI 1994
- Robert Holl, Peter Seiffert, Andreas Schmidt, Endrik Wottrich, Emily Magee, Chor und Orchester der Bayreuther Festspiele unter Daniel Barenboim, Juni 1999
- Die Meistersinger von Nürnberg. Jerusalem, Weikl, Prey, Haggender, Clark, Schimi, Schenk.  Chor und Orchester der Bayreuther Festspiele. Stein, dirigent. DG DVD 073 4160. 2 DVD.[50]
- The mastersingers ofn Nuremberg. Curphey, Robson, Remedios, Dempsey, Derek Hammond-Strout. Sadler's Wells Opera Orchestra. Goodall, dirigent. Chandos (ADD) 3148. 4 CD.[50]